# Andrèj Mezin
Andrèj Anatóljevič Mezin (* 8. července 1974, Čeljabinsk, Sovětský svaz) je bývalý běloruský hokejový brankář hrající naposledy v týmu Avangard Omsk ve východoevropské lize KHL.

## Kariéra

### Severní Amerika
Mezin začínal v Traktoru Čeljabinsk, ale během mládí přesídlil do Běloruska do týmu Chimik-SKA Novopolock. Do Severní Ameriky odešel v roce 1993, kdy začal chytat za Brockville Braves v lize Central Canada Hockey League. Později v sezóně 1993-94 hrál poprvé v profesionální lize za tým Roanoke Express v ECHL. Ve své druhé zámořské sezóně vyhrál v lize Colonial Hockey League cenu pro nejlepšího hráče a brankáře ligy. V CoHL hrál za Flint Generals. V roce 1996 s Flintem ligu vyhrál a získali tak Colonial Cup. V sezóně 1995-96 odehrál současně 1 zápas za Fort Wayne Komets v lize International Hockey League. V sezóně 2006-07 s Flintem vypadli v Colonial Cupu s Quad City Mallards. Během té sezóny nastoupil také v deseti utkáních za Las Vegas Thunder v lize IHL a v sedmi zápasech za Rochester Americans v lize American Hockey League. Na prosazení se v Severní Americe rezignoval po své páté sezóně v zámoří a poté, co v sezóně 1997-98 vypadli v Colonial Cupu s Flintem opět proti Mallards. Mezin chytal i ve čtyřech zápasech IHL tentokrát v týmu Detroit Vipers. Poté se vrátil do Evropy, kde nastoupil na svém prvním Mistrovství světa a na kterém skončili osmí.

### Německo
Mezin byl nominován do běloruského národního týmu a podílel se na úspěchu Běloruska v kvalifikačním turnaji na Zimní olympijské hry 1998 v Naganu, když se Bělorusko vůbec poprvé v tomto sportu kvalifikovalo na OH. Na samotných olympijských hrách vypadli senzačně až ve čtvrtfinále s Ruskem v poměru 1:4. V roce 1998 podepsal smlouvu s německým klubem Norimberk Ice Tigers hrajícím v lize Deutsche Eishockey Liga. Ve své první sezóně v Norimberku byl s týmem vyřazen až ve finále playoff proti Adleru Mannheim. Poté nastoupil za Bělorusko na svém druhém Mistrovství světa.
V následující sezóně se připojil k týmu Berlín Capitals, se kterými skončili na šestém místě základní části a v playoff byli vyřazeni týmem Kölner Haie. V sezóně 2000-01 se s Berlínem kvalifikovali do playoff z osmého místa základní části a byli vyřazeni v prvním kole týmem Adler Mannheim. Ve své třetí sezóně u Capitals se berlínský klub topil v dluzích a byl penalizován šesti odebranými body. Základní část ukončili na patnáctém místě, kvůli čemuž byli nuceni hrát baráž. Nakonec byli Capitals nuceni prodat licenci a bez ohledu na výsledek baráže, tak sestoupili do 2. bundesligy. Baráž se Schwenningenem vyhráli 4:3 na zápasy. V roce 2002 se účastnil Zimních olympijských her v Salt Lake City, kde běloruský tým ve čtvrtfinále senzačně vyřadil Švédsko 4:3 a Mezin si připsal 44 zásahů. Na OH skončili na překvapivém čtvrtém místě.

### Pád do nižších lig
V roce 2002 se rozhodl pro návrat do Ruska, kde měl nastupovat v Superlize za Ak Bars Kazaň, za který ale odchytal pouze jeden zápas a kvůli konkurenci brankářů Andreje Careva a Dmitrije Lačanova hrál zbytek sezóny 2002-03 v rezervní lize Pervaja liga, která byla třetí nejvyšší ligou v Rusku. V sezóně 2003-04 nastupoval v české Extralize za HC České Budějovice, se kterými po nepovedené baráži s klubem HC Dukla Jihlava spadli do 1. ligy.

### Návrat mezi elitu
Před sezónou 2004-05 podepsal smlouvu s týmem SKA Petrohrad hrajícím v ruské Superlize. Podařilo se mu upevnit si pozici prvního brankáře týmu i přes konkurenci Gartha Snowa. Úspěšná sezóna znamenala pro Mezina mnoho nabídek, ze kterých se rozhodl přijmout nabídku týmu Salavat Julajev Ufa. S Ufou skončili v sezóně 2005-06 na sedmém místě základní části a vypadli ve čtvrtfinále s budoucími šampiony Ak Bars Kazaň. V následující sezóně 2006-07 přišel o pozici jedničky týmu v konkurenci s Vadimem Tarasovem. Po sezóně skončili na třetím místě základní části a byli vyřazeni ve čtvrtfinále týmem HC CSKA Moskva.
V roce 2007 podepsal smlouvu s obhájcem titulu Metallurgem Magnitogorsk. Sezónu 2007-08 dokončil s nejlepší úspěšností zásahů v Superlize. Po příchodu kanadského brankáře Travise Scotta byl postupně nahrazen na pozici jedničky týmu a Scott také pomohl Metallurgu k vítězství v poháru Super six. Scott také chytal v playoff. Mezin se stal v týmu přebytečným a při omezeních počtů zahraničních hráčů v týmu byl nahrazen i na pozici dvojky Iljou Proskurjakovem. Konec sezóny byl také poznamenán jeho osobními problémy, když se rozvedl s manželkou a matkou svých dvou dětí. I to mělo vliv na to, že odmítl reprezentovat Bělorusko na MS 2008. Před sezónou zanikla Superliga a byla nahrazena mezinárodní ligou KHL. V sezóně 2008-09 se podílel na vítězství Metallurgu v Lize Mistrů a v playoff Gagarinova poháru byli vyřazeni Lokomotivem Jaroslavl.
V roce 2009 přestoupil do Dynama Minsk, kde měl postavení jednoho ze spolumajitelů klubu. V sezóně 2009-10 byl vybrán do utkání Matč Zvezd KHL 2010, kde chytal za Jašinův tým. V roce 2009, také vychytal s Dynamem Spenglerův pohár. Mezin startoval na Zimních olympijských hrách 2010 ve Vancouveru.

## Úspěchy

### Individuální úspěchy
- Nejlepší brankář CoHL – 1995-96
- Běloruský hokejista roku – 1997-98, 1998-99, 2004-05, 2005-06
- All-Star Team MS – 2009
- Nejlepší brankář MS – 2009
- Utkání hvězd KHL – 2010
- All-Star Team Spengler Cupu – 2009

### Týmové úspěchy
- Vítězství v Super six – 2008
- Spenglerův pohár – 2009

## Statistiky

### Statistiky v základní části
| 1996-97                | Rochester Americans    | AHL         | 7   | 4.82 | 84,3 | 3  | 3  | 31  | 166  | 0 | 386  |
| 2003-04                | HC České Budějovice    | ELH         | 15  | 2.98 | 90,4 | 4  | 9  | 40  | 376  | 1 | 805  |
| 2008-09                | Metallurg Magnitogorsk | KHL         | 26  | 2.82 | 89,6 | 10 | 7  | 58  | 501  | 0 | 1234 |
| 2009-10                | Dinamo Minsk           | KHL         | 41  | 2.67 | 90,2 | 10 | 20 | 99  | 915  | 0 | 2222 |
| 2010-11                | Dinamo Minsk           | KHL         | 30  | 2.11 | 92,2 | 15 | 9  | 59  | 699  | 2 | 1681 |
| 2011-12                | Dinamo Minsk           | KHL         | 24  | 2.85 | 89,9 | 5  | 11 | 58  | 517  | 0 | 1221 |
| 2012-13                | Traktor Čeljabinsk     | KHL         | 11  | 2.36 | 91,7 | 5  | 3  | 21  | 232  | 1 | 533  |
| 2013-14                | Avangard Omsk          | KHL         | 16  | 2.62 | 89,6 | 7  | 5  | 40  | 344  | 1 | 916  |
| ELH celkově            | ELH celkově            | ELH celkově | 15  | 2.98 | 90,4 | 4  | 9  | 40  | 376  | 1 | 805  |
| AHL celkově            | AHL celkově            | AHL celkově | 7   | 4.82 | 84,3 | 3  | 3  | 31  | 166  | 0 | 386  |
| KHL celkově            | KHL celkově            | KHL celkově | 148 | 2.57 | 90,5 | 52 | 55 | 335 | 3208 | 4 | 7807 |
| Konec hokejové kariéry |                        |             |     |      |      |    |    |     |      |   |      |

### Statistiky v play off
| 2008-09     | Metallurg Magnitogorsk | KHL         | 6  | 2.27  | 92,2 | 1 | 3 | 10 | 119 | 0 | 264 |
| 2010-11     | Dinamo Minsk           | KHL         | 4  | 4.66  | 88,5 | 1 | 3 | 16 | 123 | 0 | 206 |
| 2011-12     | Dinamo Minsk           | KHL         | 1  | 15.47 | 57,1 | 0 | 1 | 3  | 4   | 0 | 12  |
| KHL celkově | KHL celkově            | KHL celkově | 11 | 3.61  | 89,5 | 2 | 7 | 29 | 246 | 0 | 482 |

### Reprezentační statistiky
| Ročník | Akce                   | Z | B | TM | %ChS    | POG  | Výsledek                          |
| ------ | ---------------------- | - | - | -- | ------- | ---- | --------------------------------- |
| 1998   | Olympijská kvalifikace | 4 | 0 | 0  |         | 1,90 | 1. ve skupině C                   |
| 1998   | Olympijské hry         | 6 | 0 | 2  |         | 3,54 | 7. místo                          |
| 1998   | Mistrovství světa      | 6 | 0 | 2  |         | 3,90 | 8. místo                          |
| 1999   | Mistrovství světa      | 6 | 0 | 4  |         | 1,67 | 9. místo                          |
| 2000   | Mistrovství světa      | 6 | 0 | 0  | 87 %    | 3,14 | 9. místo                          |
| 2001   | Olympijská kvalifikace | 3 | 0 | 0  | 92,8 %  | 2    | 2. místo ve skupině A             |
| 2001   | Mistrovství světa      | 3 | 0 | 0  | 86,1 %  | 4,71 | 14. místo                         |
| 2002   | Olympijské hry         | 7 | 0 | 0  | 86,8 %  | 5,42 | 4. místo                          |
| 2002   | Mistrovství světa      | 4 | 0 | 2  | 95,8 %  | 0,75 | 1. místo v 1. divizi ve skupině A |
| 2003   | Mistrovství světa      | 3 | 0 | 0  | 90,6 %  | 3,08 | 14. místo                         |
| 2004   | Mistrovství světa      | 2 | 0 | 0  | 89,2 %  | 2,52 | 1. místo v 1. divizi ve skupině A |
| 2005   | Mistrovství světa      | 5 | 0 | 0  | 97,1 %  | 1,01 | 10. místo                         |
| 2006   | Mistrovství světa      | 7 | 0 | 0  | 94,1 %  | 2,01 | 6. místo                          |
| 2007   | Mistrovství světa      | 5 | 0 | 0  | 83,1 %  | 4,72 | 11. místo                         |
| 2009   | Mistrovství světa      | 6 | 0 | 0  | 94,8 %  | 1,72 | 8. místo                          |
| 2010   | Olympijské hry         | 4 | 0 | 0  | 91,36 % | 3,23 | 9. místo                          |
| 2010   | Mistrovství světa      | 6 | 0 | 0  | 94,23 % | 1,96 | 10. místo                         |
| 2011   | Mistrovství světa      | 6 | 0 | 0  | 89,3 %  | 3,16 | 14. místo                         |

Legenda
- Z – Odehrané zápasy (Zápasy)
- V – Počet vyhraných zápasů (Vítězství)
- P – Počet prohraných zápasů (Porážky)
- R/PVP – Počet remíz respektive porážek v prodloužení zápasů (Remízy/Porážky v prodloužení)
- MIN – Počet odchytaných minut (Minuty)
- OG – Počet obdržených branek (Obdržené góly)
- ČK – Počet vychytaných čistých kont (Čistá konta)
- POG – Počet obdržených branek (Počet obdržených gólů)
- G – Počet vstřelených branek (Góly)
- A – Počet přihrávek na branku (Asistence)
- %CHS – % chycených střel (% chycených střel)